# Бага, Дмитрий Анатольевич
Дми́трий Анато́льевич Ба́га (бел. Дзмітрый Анатольевіч Бага; род. 4 января 1990[…], Минск) — белорусский футболист, полузащитник. Мастер спорта Республики Беларусь международного класса (2011). Брат Алексея Баги.

## Карьера

### Клубная
Воспитанник минской «Смены». Первый тренер — Михаил Францевич Шутович.
Профессиональную карьеру начал в клубе БАТЭ в 2007 году, выступал за дубль. В сезоне 2008 года дебютировал в чемпионате Беларуси, а по ходу сезона 2010 года вошёл в основной состав команды. Долгое время выступал как центральный полузащитник, а в сезоне 2013 стал чаще играть на правом фланге.
Сезон 2014 начал как основной правый фланговый атакующий, однако 5 апреля в матче с «Минском» получил травму. Вернулся на поле в августе, преимущественно выходя на замену. Только в конце сезона вновь стал появляться в стартовом составе команды.
Сезон 2015 начал в основе, однако с августа потерял место в составе и стал оставаться на скамейке запасных. В январе 2016 года по окончании контракта покинул БАТЭ.
В январе 2016 года в статусе свободного агента перешёл в израильский «Хапоэль» из Хайфы. Дмитрий закрепился в стартовом составе команды, которая сумела сохранить место в элитном дивизионе.
Летом 2016 года по рекомендации голкипера Андрея Горбунова отправился «Атромитос», где также был игроком основы.
В 2017 году вернулся в БАТЭ. Сначала играл в стартовом составе на позиции правого защитника, позднее стал в основном выходить на замену. В сезоне 2018 был игроком основы борисовчан.
В декабре 2018 года подписал новый контракт с клубом. В 2019—2020 годах оставался игроком стартового состава БАТЭ.
В январе 2021 года покинул клуб и стал игроком латвийской «Лиепаи».
В апреле 2022 года подписал контракт с «Гомелем». Дебютировал за клуб 11 апреля 2022 года против бобруйской «Белшина». В декабре 2022 года покинул клуб по истечении срока контракта.
В январе 2023 года футболист присоединился к брестскому «Динамо», подписав контракт до конца сезона. Дебютировал за клуб в матче 18 марта 2023 года против жодинского «Торпедо-БелАЗ». В январе 2024 года футболист покинул брестский клуб.
В 2025 закончил карьеру.

### В сборной
Бронзовый призёр молодёжного чемпионата Европы 2011 в Дании. На турнире забил 1 мяч в ворота датчан. Участник Олимпийских игр 2012 в Лондоне. На турнире забил исторический мяч в матче против Новой Зеландии — первый сборной Беларуси на Олимпиадах, который стал победным.
В сборной Беларуси дебютировал 15 октября 2013 года в товарищеском матче со сборной Японии в Жодино (1:0).
| № | Дата            | Оппонент  | Счёт | Голы | Пасы | Карточки | Минуты | Соревнование      |
| - | --------------- | --------- | ---- | ---- | ---- | -------- | ------ | ----------------- |
| 1 | 15 октября 2013 | Япония    | 1:0  | —    | —    | —        | 2' 88' | Товарищеский матч |
| 2 | 9 июня 2018     | Финляндия | 0:2  | —    | —    | —        | 90'    | Товарищеский матч |
| 3 | 9 сентября 2019 | Уэльс     | 0:1  | —    | —    | —        | 70'    | Товарищеский матч |

Итого: сыграно матчей: 3 / забито голов: 0; победы: 1, ничьи: 0, поражения: 2.

## Достижения
БАТЭ
- Чемпион Беларуси (9): 2009, 2010, 2011, 2012, 2013, 2014, 2015, 2017, 2018
- Обладатель Кубка Беларуси (3): 2009/10, 2014/15, 2019/20
- Обладатель Суперкубка Беларуси (5): 2010, 2011, 2013, 2014, 2015

Сборная Беларуси (до 21)
- Бронзовый призёр молодёжного чемпионата Европы: 2011

## Статистика
| Клуб             | Сезоны           | Лига             | Лига | Лига | Кубки | Кубки | Еврокубки | Еврокубки | Итого | Итого |
| Клуб             | Сезоны           | Турнир           | Игры | Голы | Игры  | Голы  | Игры      | Голы      | Игры  | Голы  |
| ---------------- | ---------------- | ---------------- | ---- | ---- | ----- | ----- | --------- | --------- | ----- | ----- |
| БАТЭ             | 2007—2015        | Высшая лига      | 120  | 18   | 20    | 4     | 35        | 0         | 175   | 22    |
| Хапоэль (Хайфа)  | 2016             | Высшая лига      | 14   | 0    | 2     | 0     | 0         | 0         | 16    | 0     |
| Атромитос        | 2017             | Высшая лига      | 26   | 0    | 3     | 1     | 0         | 0         | 29    | 1     |
| БАТЭ             | 2017—2020        | Высшая лига      | 81   | 6    | 14    | 1     | 30        | 1         | 125   | 8     |
| Лиепая           | 2021—н. в.       | Высшая лига      |      |      |       |       |           |           |       |       |
| Всего за карьеру | Всего за карьеру | Всего за карьеру | 241  | 24   | 39    | 6     | 65        | 1         | 345   | 31    |

1. ↑  Включая матчи на Суперкубок Беларуси.